# Aloidendron pillansii
Aloidendron pillansii (L.Guthrie) Klopper & Gideon è una pianta succulenta della famiglia Asphodelaceae.

## Descrizione
È una specie arborea con fusti alti sino a 10 m, che si ramificano dicotomicamente.
Le foglie, curve e lanceolate, dal margine dentato, sono addensate in rosette apicali.
L'infiorescenza è un racemo lungo circa 15 cm, che raggruppa una trentina di fiori di colore giallo.
Il frutto è una capsula sferica, deiscente, che contiene semi di consistenza cartacea, a disseminazione anemocora.

## Distribuzione e habitat
La specie è un endemismo ristretto del Richtersveld, nella provincia sudafricana del Capo Settentrionale.

## Conservazione
La Lista rossa IUCN classifica Aloidendron pillansii come specie in pericolo critico di estinzione (Critically Endangered).